# My Head & My Heart
Ne doit pas être confondu avec Head & Heart.
Singles de Ava Max
Naked
(2020)
Clip vidéo
[vidéo] « My Head & My Heart », sur YouTube
My Head & My Heart est une chanson de la chanteuse américaine Ava Max. Elle est sortie le 19 novembre 2020 sous le label Atlantic Records. Elle est incluse dans la réédition de son premier album Heaven & Hell.
La mélodie reprend une bonne partie de Around the World du groupe ATC.

## Liste de titres
| 1. | My Head & My Heart | 2:55 |

| 1. | My Head & My Heart (Jonas Blue Remix) | 2:59 |

## Crédits
Crédits adaptés depuis Tidal.
- Amanda Ava Koci – voix, écriture
- Henry Walter – écriture, production, ingénieur du son, instruments, programmation, production vocale
- Earwulf – production
- Jonas Blue – production
- Madison Love – écriture
- Aleksey Potekhin – écriture
- Sergey Zhukov – écriture
- Thomas Errikson – écriture
- Tia Scola – écriture
- Chris Gehringer (en) – mastering
- Serban Ghenea – mixage
- John Hanes – ingénieur du son, mixage

## Classements hebdomadaires
| Classements (2020–21)                   | Meilleure position |
| --------------------------------------- | ------------------ |
| Allemagne (GfK Entertainment)           | 50                 |
| Australie (ARIA)                        | 47                 |
| Belgique (Wallonie Ultratop 50 Singles) | 22                 |
| Belgique (Wallonie Ultratop 50 Airplay) | 13                 |
| Belgique (Wallonie Ultratop 50 Dance)   | 7                  |
| Bulgarie (Prophon)                      | 2                  |
| CEI (Tophit)                            | 4                  |
| Croatie (HRT)                           | 11                 |
| France (SNEP)                           | 72                 |
| France (SNEP Radio)                     | 13                 |
| France (SNEP Ventes)                    | 49                 |
| Hongrie (Dance Top 40)                  | 7                  |
| Irlande (Irish Singles Chart)           | 76                 |
| Mexique (México Airplay)                | 11                 |
| Mexique (Inglés Airplay)                | 15                 |
| Norvège (VG-lista)                      | 8                  |
| Nouvelle-Zélande (RMNZ Hot Singles)     | 28                 |
| Pays-Bas (Nederlandse Tipparade)        | 24                 |
| Pologne (ZPAV)                          | 15                 |
| Royaume-Uni (UK Singles Chart)          | 46                 |
| Russie (Tophit Radio Top 100)           | 2                  |
| Slovaquie (IFPI Rádio)                  | 17                 |
| Slovénie (SloTop50)                     | 9                  |
| Suède (Sverigetopplistan)               | 90                 |
| Suisse (Schweizer Hitparade)            | 52                 |
| Tchéquie (IFPI Rádio)                   | 53                 |

## Historique de sortie
| Pays   | Date             | Format                       | Label    | Réf.  |
| ------ | ---------------- | ---------------------------- | -------- | ----- |
| Divers | 19 novembre 2020 | - Téléchargement - streaming | Atlantic | [ 1 ] |